# Сосновка (Бугульминский район)
Сосновка — деревня в Бугульминском районе Татарстана. Входит в состав Петровского сельского поселения.

## География
Находится в юго-восточной части Татарстана на расстоянии приблизительно 18 км на юг по прямой от районного центра города Бугульма у речки Сула.

## История
Основана в 1960 году. Имела различный статус, в 2002 году еще отмечалась как поселок, ныне деревня.

## Население
Постоянных жителей было: в 1989 — 73, в 2002 году 50 (татары 56 %, русские 28 %), в 2010 году 38.